# Loyset Liédet
Loyset Liédet est un enlumineur actif en Flandre entre 1454 et 1483. Il travaille principalement pour les ducs de Bourgogne Philippe le Bon et Charles le Téméraire.

## Biographie
La plus ancienne mention de Loyset Liédet remonte à 1460. À cette date, il est payé pour la décoration d'un manuscrit en deux volumes des Histoires romaines de Jean Mansel, commandé par le duc de Bourgogne Philippe le Bon. D'après son  colophon, l'ouvrage a été entamé en 1454. D'autres artistes y ont collaboré, dont le Maître de Rambures. Loyset Liédet est sans doute alors un enlumineur déjà confirmé, installé à Hesdin. Jean Mansel, auteur du texte et lui aussi originaire de Hesdin, l'a peut-être introduit à la cour de Bourgogne,. 
À partir de 1468, Loyset Liédet appartient à la guilde de Saint-Jean-l'Évangéliste de Bruges, une confrérie des gens du livre. La même année, les archives des comptes des ducs de Bourgogne le disent résident de cette ville. Les documents attestent qu'il a aussi enluminé un manuscrit de Renaut de Montauban ou encore une Bible moralisée aujourd'hui disparue. À la demande de Charles le Téméraire, il décore également plusieurs ouvrages laissés inachevés à la mort de son père Philippe le Bon, comme les deux volumes de l'Histoire de Charles Martel où il appose sa signature sur l'un des murs (f.7 du Ms. 9). Outre les ducs de Bourgogne, il travaille pour de grands commanditaires appartenant à leur entourage immédiat, tels Louis de Gruuthuse (pour qui il décore notamment des Chroniques de Froissart) ou Ferry de Clugny,.
Il apparaît pour la dernière fois en 1478 dans les archives de la guilde de Bruges. En 1483 on le trouve à Lille, dont les archives mentionnent sa présence et celle de son frère Husson, lui aussi peintre.

## Style
Réalisées à Hesdin dans les années 1450, les premières miniatures de Loyset Liédet trahissent une forte influence de Simon Marmion. Les personnages possèdent des têtes rondes et sans expression ; les coloris sont vifs ; très peuplés, les paysages sont dominés par un horizon placé très haut. Au cours des années 1460, son style évolue. Les commandes ducales qui se multiplient nécessitent sans doute une exécution plus rapide. Mais si les personnages sont plus élancés, leurs visages - masculins comme féminins - restent standardisés et dépourvus d'expression. Répétitives, les compositions portent la marque de fabrique de l'atelier. Bien qu'aucun document ne le prouve, la qualité d'exécution très variable semble indiquer qu'un atelier secondait le maître,. 

## Œuvre

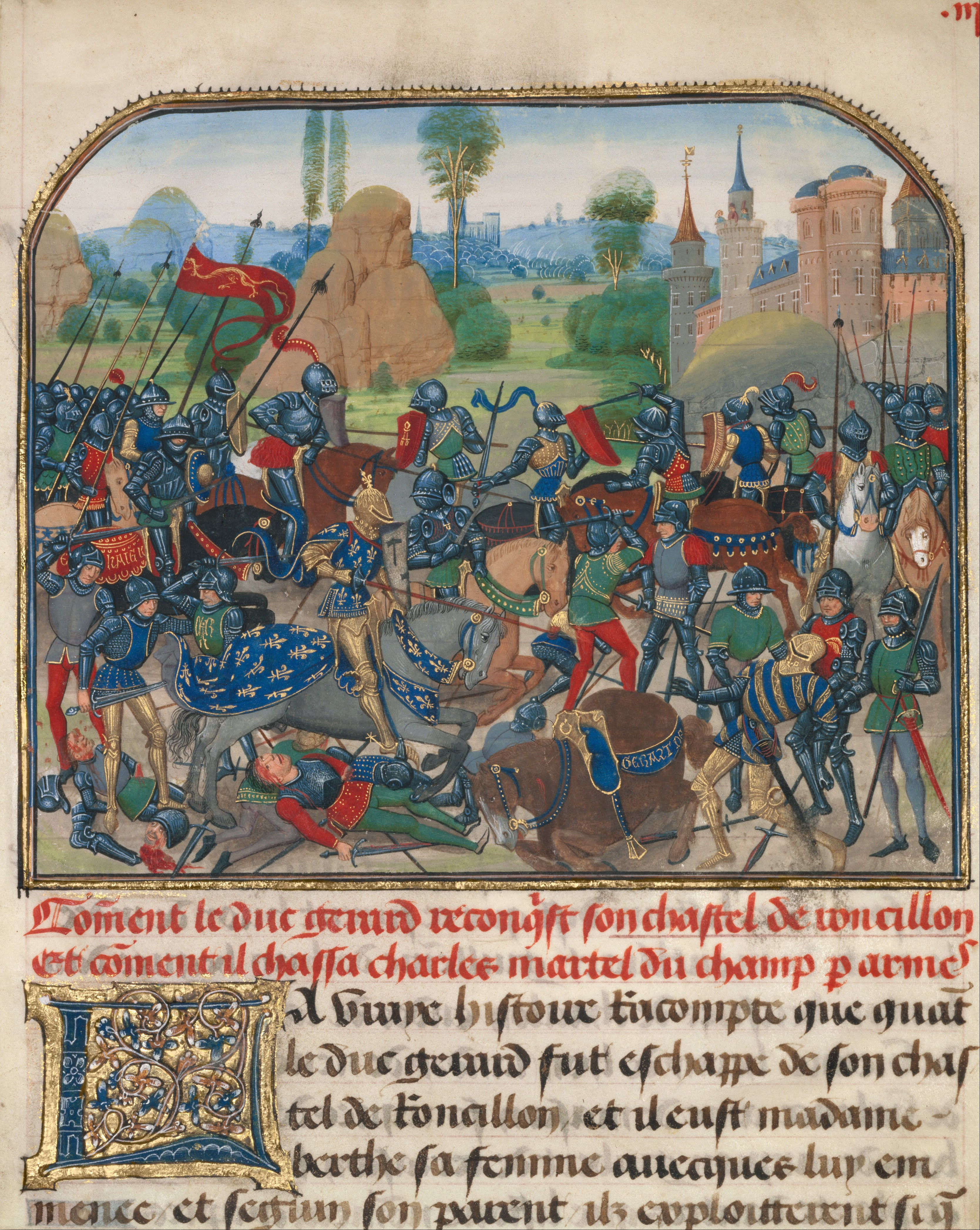
Histoire de Charles Martel, feuillet conservé au J. Paul Getty Museum.

Ne décorant que très peu de manuscrits religieux, Loyset Liédet semble s'être spécialisé dans les ouvrages laïcs. Destinée principalement aux ducs de Bourgogne, sa production s'avère considérable. 
- Histoires romaines de Jean Mansel pour Philippe le Bon, vers 1454-1460, 31 miniatures en collaboration avec le Maître de Rambures (5 miniatures) - Bibliothèque de l'Arsenal, Ms. 5087-5088.
- Vie de Jésus Christ de Ludolphe le Chartreux traduite par Jean Aubert, pour Philippe le Bon, vers 1461, 16 miniatures - Bibliothèque royale de Belgique, Ms. IV 106.
- Arbre des batailles d'Honoré Bovet, pour Philippe le Bon, avant 1467, 2 miniatures - Bibliothèque royale de Belgique, Ms. 9079.
- Chroniques de Hainaut, participation au volume 3 - Bibliothèque royale de Belgique, Ms. 9243.
- Songe du viel pelerin - Bibliothèque nationale de France, Fr. 9200-9201.
- Renaut de Montauban, pour Charles le Téméraire, vers 1467-1469, 5 volumes enluminés avec son atelier, 243 miniatures -  Bibliothèque de l'Arsenal, Ms. 5072-5075 et Bibliothèque d'État de Bavière, Ms. Gall. 7.
- Histoire de Charles Martel pour Charles le Téméraire, vers 1467-1472, tomes 3 et 4 enluminés par l'artiste et son atelier - Bibliothèque royale de Belgique, Ms. 8 et 9. Des feuillets découpés sont conservés au musée du Louvre (MI 1095) et au J. Paul Getty Museum (Ms. Ludwig XIII 6).
- Histoire d'Olivier de Castille, pour Charles le Téméraire, après 1472 - Bibliothèque nationale de France, Fr. 12574.
- Histoire de Girart de Nevers, pour Charles le Téméraire - Bibliothèque nationale de France, Fr. 24378.
- Livre des faits et gestes d'Alexandre, pour Charles le Téméraire - Bibliothèque nationale de France, Fr. 22547.
- Chronique abrégée de France, pour Charles le Téméraire - Bibliothèque nationale de France, Fr. 6463.
- Romuléon, pour Charles le Téméraire - Bibliothèque Laurentienne, Med. Pal. 156.
- Recueil des histoires troyennes - Bibliothèque royale de Belgique, Ms. 9261.
- Chronique de Pise - Bibliothèque royale de Belgique, Ms. 9029.
- Vie de saint Hubert - Bibliothèque royale, La Haye, 76F 10.
- Histoire de la belle Hélène - Bibliothèque royale de Belgique, Ms. 9967.
- Dialogues de saint Grégoire, pour Louis de Gruuthuse, vers 1470-1480, 8 miniatures - Bibliothèque nationale de France, Fr. 911.
- Somme rurale, pour Louis de Gruuthuse, vers 1471 - Bibliothèque nationale de France, Fr. 201-202.
- Manuscrit de Gruuthuse (Chroniques de Froissart), pour Louis de Gruuthuse[3], les deux premiers volumes réalisés par le maître (48 et 13 miniatures) et les deux derniers par le Maître d'Antoine de Bourgogne, le Maître du Livre de prières de Dresde et le Maître de Marguerite d'York - Bibliothèque nationale de France, Fr. 2643-2646.
- Pontifical de Ferry de Clugny, vers 1470 - Collection privée, passé en vente chez Sotheby's le 18 juin 2002 (lot 34).
- Forteresse de la foi, pour Louis de Gruuthuse, vers 1480 - Bibliothèque nationale de France, Fr. 20067-20069.
- Forteresse de la foi, pour Édouard IV, vers 1480 - British Library, Royal Ms. 17F VI-VII[4].
- Vengeance de Nostre Seigneur Jhesus Crist, pour Charles le Téméraire - British Library, Ms Ad. 89066 1/2[5],[6].